# Deutsche Gesellschaft für klinische Psychotherapie und Psychosomatische Rehabilitation
Die Deutsche Gesellschaft für klinische Psychotherapie und Psychosomatische Rehabilitation e.V. (DGPPR, auch DGPR) ist eine deutsche wissenschaftlich medizinische Fachgesellschaft. Die Gesellschaft wurde 1992 gegründet, ihr Sitz ist Düsseldorf. Die satzungsgemäßen Ziele der Gesellschaft sind, insbesondere die Patientenversorgung, die Weiterbildung und die Qualitätssicherung im Bereich klinischer Psychotherapie und psychosomatische Rehabilitation zu fördern. Der Verein ist Mitglied der Ständigen Konferenz ärztlicher psychotherapeutischer Verbände (STÄKO), der Arbeitsgemeinschaft aller relevanten Verbände ärztlicher Psychotherapeuten.
Für bestimmte Themenbereiche hat die DGPPR Arbeitsgruppen eingesetzt:
- Qualitätssicherung
- Hochschulassoziierte Kliniken
- STÄKÖ (Ständige Konferenz ärztlicher psychotherapeutischer Verbände)
- Integrierte Versorgung
- Leitlinien
- Betriebsmedizin
- Entwicklung von Hilfen bei Reha-Antragstellung

Auf eine regelmäßige Jahrestagung werden der aktuelle Stand der Forschung und die Entwicklung in der Psychotherapie und der psychosomatischen Rehabilitation erörtert. Die Jahrestagung 2006 fand im Mai 2006 in Bliestal statt. Die DGPPR ist Mitgliedsgesellschaft der Arbeitsgemeinschaft der Wissenschaftlichen Medizinischen Fachgesellschaften und an der Herausgabe der Zeitschrift für Ärztliche Psychotherapie und Psychosomatische Medizin beteiligt.